# Tetanolita selenitis
Tetanolita selenitis là một loài bướm đêm trong họ Noctuidae.